# Jessica Coch
Jessica Alejandra Coch Montes de Oca (Puebla de Zaragoza, 4 de noviembre de 1979), más conocida como Jessica Coch, es una actriz de televisión mexicana conocida por sus papeles de antagonista en telenovelas.

## Biografía
Jessica Alejandra Coch Montes de Oca nació el día 4 de noviembre de 1979 en Puebla. Hija de argentino y mexicana, Jessica empieza a estudiar actuación en el Centro de Educación Artística de Televisa en la generación 2003 a los 23 años de edad.

## Carrera
En 2006 realiza casting para la telenovela juvenil Código postal del productor José Alberto Castro consiguiendo el rol de antagonista donde compartió créditos con África Zavala, Jose Ron, Altair Jarabo, Imanol Landeta, Eugenio Siller, Ferdinando Valencia, Jackie García, entre otros actores. 
En 2007 participa en Palabra de mujer, nuevamente producida por José Alberto Castro como antagonista. Más tarde en 2008 es invitada por MaPat L. de Zatarain para trabajar Juro que te amo donde vuelve a trabajar con Jose Ron y comparte créditos por primera vez con Ana Brenda Contreras, Paty Navidad y Alejandro Ávila.
En 2009 antagoniza Mi pecado, telenovela producida por Juan Osorio, donde comparte créditos con Maite Perroni y nuevamente, Eugenio Siller.
En 2010 le llega la oportunidad de ser la antagonista de la producción de Carlos Moreno, Cuando me enamoro, adaptación de La mentira. Esta vez trabajó a lado de Silvia Navarro, Juan Soler, Rocío Banquells, Sebastián Zurita, René Casados y nuevamente José Ron. Su gran actuación le valió a ser nominada en la categoría de mejor actriz coestelar y aunque no ganó, se dio a conocer más como actriz.
En 2012 antagoniza la telenovela Un refugio para el amor de Ignacio Sada Madero, donde comparte créditos junto a Zuria Vega, Gabriel Soto y Laura Flores donde le da vida a Gala Villavicencio.
En 2014 hace una participación especial en la telenovela Muchacha italiana viene a casarse, protagonizada por José Ron y Livia Brito. Más tarde en 2015 vuelve a obtener un papel antagónico en la telenovela Amor de barrio producida por Roberto Hernández donde comparte créditos con Mane de la Parra, Renata Notni, Pedro Moreno y Alejandra García, entre otros.
En 2017 deja de lado los papeles de villana, interpretando a la alegre Marisol Córcega en la telenovela Mi marido tiene familia, telenovela producida por Juan Osorio, donde comparte créditos con Zuria Vega, Daniel Arenas, Yahir y los primeros actores Diana Bracho, Rafael Inclán y Silvia Pinal, entre otros.

## Filmografía

### Televisión
| Año       | Proyecto                          | Personaje                                  |
| --------- | --------------------------------- | ------------------------------------------ |
| 2024      | El Conde: amor y honor            | Leticia de Gallardo                        |
| 2023-2024 | El maleficio                      | Diana Ojeda                                |
| 2023      | Los 50                            | Concursante                                |
| 2017      | Mi marido tiene familia           | Marisol Córcega Gómez                      |
| 2015      | Amor de barrio                    | Tamara Altamirano de Lopezreina / Monalisa |
| 2014-2015 | Muchacha italiana viene a casarse | Tania Casanova                             |
| 2012      | Un refugio para el amor           | Gala Villavicencio Williams                |
| 2010-2011 | Cuando me enamoro                 | Roberta Monterrubio Álvarez                |
| 2009      | Mi pecado                         | Renata Valencia                            |
| 2009      | S.O.S.: Sexo y otros secretos     | Invitada                                   |
| 2008-2009 | Juro que te amo                   | Cristina de Urbina                         |
| 2007-2008 | Palabra de mujer                  | María Inés Castrejón                       |
| 2006-2007 | Código postal                     | Juana "Joanna" Villareal                   |
| 2005-2006 | Alborada                          | Ana Patiño                                 |
| 2004      | Rebelde                           | María Salgado                              |

### Cine
| Año  | Proyecto           | Personaje |
| ---- | ------------------ | --------- |
| 2022 | La octava clausula | Carolina  |

### Teatro
| Año         | Obra                                     | Personaje            |
| ----------- | ---------------------------------------- | -------------------- |
| 2018 - 2019 | Divinas                                  | Bárbara              |
| 2015        | ¿Porqué los hombres aman a las cabronas? | Bárbara              |
| 2011        | Tú tampoco eres normal                   | Julia                |
| 2007        | Chicas católicas                         | Wanda / María Martha |

## Premios y nominaciones

### Premios TVyNovelas
| Año  | Categoría               | Telenovela        | Resultado |
| ---- | ----------------------- | ----------------- | --------- |
| 2016 | Mejor actriz de reparto | Amor de barrio    | Nominada  |
| 2011 | Mejor actriz coestelar  | Cuando me enamoro | Nominada  |